# Rhynchostegium tubaronense
Rhynchostegium tubaronense är en bladmossart som beskrevs av C. Müller 1901. Rhynchostegium tubaronense ingår i släktet näbbmossor, och familjen Brachytheciaceae. Inga underarter finns listade i Catalogue of Life.